# Gavin Bocquet
Gavin Bocquet (Londres, 23 de julho de 1953) é um diretor de arte e decorador britânico, conhecido pelo seu trabalho na trilogia prequela de Star Wars. 

## Biografia
Ele fez seus estudos no Royal College of Art em Londres e começou sua carreira no cinema como assistente de Stuart Craig em Saturno 3 (1980) e, em seguida, como um desenhista O Retorno de Jedi (1983). Ele trabalhou como assistente de decorador, em Supergirl (1984),  Segredo da pirâmide (1985) e o Império do sol (1987), em seguida, como diretor de arte em Ligações perigosas (1988) e Erik, o Viking (1989). Ele finalmente subiu o último passo para se tornar um diretor de arte no início da década de 1990, a oficiar especialmente na segunda trilogia de Star Wars.
Ele ganhou o Prêmio Emmy de melhor direção de arte em 1992 para As Aventuras do jovem Indiana Jones.

## Filmografia
- 1991 : Kafka de Steven Soderbergh
- 1992-1993 : The Young Indiana Jones Chronicles (série TV, 21 episódios)
- 1994 : Radioland Murders de Mel Smith
- 1995 : Kavanagh (série TV, 4 episódios)
- 1999 : Star Wars Episódio I: A Ameaça Fantasma de George Lucas
- 2000 : The Adventures of Rocky and Bullwinkle de Des McAnuff
- 2002 : Star Wars Episódio II: Ataque dos Clones de George Lucas
- 2002 : xXx de Rob Cohen
- 2005 : xXx² : The Next Level de Lee Tamahori
- 2005 : Star Wars Episódio III: A Vingança dos Sith de George Lucas
- 2007 : Stardust de Matthew Vaughn
- 2008 : The Bank Job de Roger Donaldson
- 2010 : As Viagens de Gulliver de Rob Letterman
- 2013 : Jack the Giant Slayerde Bryan Singer
- 2016 : Warcraftde Duncan Jones
- 2016 : Miss Peregrine's Home for Peculiar Children de Tim Burton